# تپه اجاق داغی
تپه اجاق داغی مربوط به اوایل هزاره اول قبل از میلاد است و در شهرستان نمین، بخش مرکزی، روستای کله سر واقع شده و این اثر در تاریخ ۱۷ اسفند ۱۳۸۱ با شمارهٔ ثبت ۷۵۱۵ به‌عنوان یکی از آثار ملی ایران به ثبت رسیده است دامنه این تپه 1400 متر بالاتر از دریای خزر می‌باشد. در زبان ترکی آذری اجاق به معنای مکانی است که در آن آتش برپا می‌شود و داغ به معنی کوه است. این تپه مشرف است به روستای کله سر از جنوب،جاده فندقلو از غرب،زمین‌های کشاورزی از شمال و جنگل فندقلو و بویوگ داغی از شرق. آثار سنگ‌های باستانی که بر روی این تپه رویت می‌شود،متعلق به آتشکده زرتشتیان در دوران احتمالا هخامنش یا قبل از آن می‌باشد . با توجه به نقشه فتوحات اسکندر مقدونی، منطقه جلگه اردبیل و قفقاز از حمله او در امان بوده‌است. چند مدرک موثق برای اثبات مطالب بالا وجود دارد:
1. نام این کوه که خود دلیلی است محکم
2.وجود کلسنگ بر روی آثار به جامانده زیرا این گیاه تنها بر سنگ‌های قدیمی می‌روید.
3.تاریخ بیان کرده‌است که خاستگاه زرتشت از کوه‌های آذربایجان و پایین رود ارس بوده، که خود سندی مهم است.
متأسفانه با حفاری‌های غیرمجاز بسیاری از آثار این منطقه به سرقت رفته و دچار سرنوشت نامعلومی شده‌است